# Journal of the American College of Cardiology
Das Journal of the American College of Cardiology, abgekürzt als J. Am. Coll. Cardiol., ist eine wissenschaftliche Fachzeitschrift, die vom Elsevier-Verlag im Auftrag des American College of Cardiology veröffentlicht wird. Die erste Ausgabe erschien 1983. Derzeit erscheint die Zeitschrift wöchentlich. Es werden experimentelle und klinische Originalarbeiten aus allen Bereichen des Herzkreislaufsystems veröffentlicht.
Der Impact Factor lag im Jahr 2019 bei 20589. Nach der Statistik des ISI Web of Knowledge wird das Journal mit diesem Impact Factor in der Kategorie Herz-Kreislauf-System an erster Stelle von 123 Zeitschriften geführt. Chefherausgeber ist Valentin Fuster, MD, PhD, New York, NY, Vereinigte Staaten von Amerika.